# Jennifer Staley

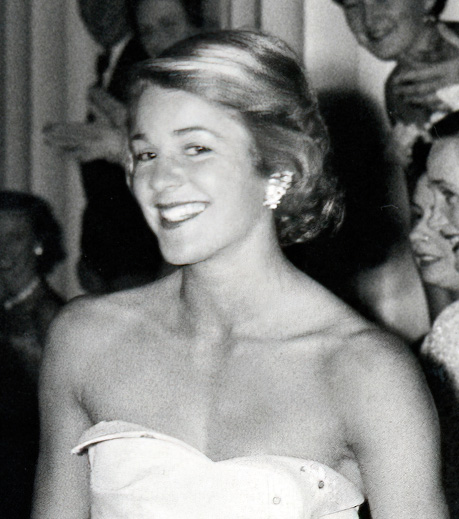
Jennifer Staley (1953)

Jennifer "Jennie" Staley Hoad, född 3 mars 1934, död 14 februari 2024 i Fuengirola, var en australisk vänsterhänt tennisspelare.
Jennifer Staley hade en mycket kort karriär om fyra år som amatör på elitnivå i tennis. Under perioden 1952-56 deltog hon i tre Grand Slam-finaler, varav en i singel, dock utan att lyckas vinna någon titel. Däremot vann hon juniorsingeltiteln i Australiska mästerskapen 1953.

## Tenniskarriären
Staley gjorde sin debut i GS-turneringar i (Australiska mästerskapen) 1952, och nådde i 1954 års turnering singelfinalen. På väg till finalen besegrade hon i semifinalen landsmaninnan och dubbelspecialisten Mary Bevis Hawton med siffrorna 6-1, 6-1 efter lysande spel. I finalen ställdes hon mot sin mycket välmeriterade landsmaninna Thelma Coyne Long, som vunnit turneringen två år tidigare och dessutom hade ytterligare 12 (GS)-titlar i dubbel och mixed dubbel bland meriterna. Staley förlorade med 3-6, 4-6. År 1955 nådde Staley semifinal i Australiska mästerskapen, hon förlorade den mot blivande slutsegraren  Beryl Penrose med 4-6, 6-8. Sin sista spelsäsong, 1956, nådde hon kvartsfinalen i singel i Franska mästerskapen.
Staley spelade 1955 två mixed dubbelfinaler i GS-turneringar, som hon dock förlorade. I Australiska mästerskapen spelade hon tillsammans med sin blivande make, Lew Hoad. I Franska mästerskapen spelade hon tillsammans med den chilenske spelaren Luis Ayala.

## Spelaren och personen
Jennifer Staley gifte sig med tennisspelaren Lew Hoad i Melbourne. Med honom fick hon två döttrar, den andra föddes 24 mars 1958. Under 1960-talet, efter det att Lew upphört med tävlingstennis, bosatte sig familjen i Spanien. De öppnade en tennisanläggning mellan Mijas och Fuengirola i Andalusien. Anläggningen förestods under en trettioårsperiod av makarna, fram till Lew Hoads död 1994. Bland parets besökande vänner där kan nämnas Charlton Heston och Sean Connery. Anläggningen, Campo de Tenis, Lew Hoad finns fortfarande kvar, numera med nya ägare.
Jennifer Staley arbetade senare som tennistränare bland annat i Thailand och Tunisien. Hon vann också flera internationella titlar i veterantävlingar. Hon har också tillsammans med Jack Pollard författat boken My Life with Lew som utkom 2003. År 2005 utkom självbiografin Biography, Jennie Hoad där hon bland annat beskriver hur hon under långa perioder vårdade sin svårt sjuke, döende man.